# Jess Cliffe
Jess Cliffe je bývalý herní designér pro Valve Software. Spolupracoval na vývoji hry Counter-Strike, společně s Minh Le (aka Gooseman). Dodnes je na něj v Counter-Strike odkaz v podobě hlasových komunikací, které nadaboval. Také pracoval na mapách pro hru Half-Life: Deathmatch.
Cliffe vyrůstal v New Jersey a poté šel na střední školu North Hunterdon v Annandale. Po absolvování přijal práci ve Valve Software, kde byl zaměstnán jako herní designér, 3D grafik a level designér.
Zatímco ještě navštěvoval vysokou školu dělal na stránce jménem „Silo X“ pro Half-Life. Na webových stránkách bylo hlavním cílem umožnit nahrát své mapy a zpřístupnit je tak pro ostatní hráče. Když začal spolupracovat s Minh Le na první verzi hry Counter-Strike, přestal pracovat pro „Silo X“ a navázal kontakt s Tomem Koningsem, známým v herní komunitě Half-Life jako „Half-DeAD“. Poté, co hra Half-Life zestárla, stránka „Silo X“ byla vypnuta.
V 90. letech byl Cliffe také moderátorem a vůdcem skupiny JKMAG, jinak známé jako Jedi Knight Multiplayer Addon Group, online komunity zaměřené na poskytování upravených map a balíčků skinů pro Jedi Knight komunitu.
V lednu 2018 s ním společnost Valve Software pozastavila spolupráci kvůli zatčení a podezření ze sexuálního zneužívání nezletilé osoby, kterou Cliffe údajně poznal přes online seznamku pro dospělé. Nakonec byl v listopadu 2018 odsouzen ke třem měsícům vězení s možností work release. Výkon trestu nastoupil začátkem roku 2019.